# 叮咛店镇
叮咛店镇，是中华人民共和国河北省保定市定州市下辖的一个乡镇级行政单位。

## 行政区划
叮咛店镇下辖以下地区：
叮咛店社区村、北王村社区村、南王村、子远村、赛里村、牛王庄村、崔蒲庄村、营北庄村、怀德营村、怀德村、东张谦村、西张谦村、东杨村村场、西杨村、中流村、叮咛村、东车寄村、南车寄村、梅家庄村、南四合庄村、二郎庙村、南平谷村、东双屯村、西双屯村、中平谷村、新城屯村、新城村和黄家庄村。